# Articaină
Articaina este un anestezic local din categoria amidelor, fiind unul dintre cele mai utilizate anestezice locale în țările europene, pentru anestezia în stomatologie. Este disponibilă în asociere cu adrenalina, aceasta având scopul de a crește durata de acțiune a anestezicului local. Este utilizat sub formă de clorhidrat, în soluții injectabile.
Articaina conține un nucleu tiofenic, ceea ce îi conferă o anumită liposolubilitate. A fost sintetizată pentru prima dată de către Rusching în 1969.

## Utilizări medicale
- Anestezie locală (de infiltrație și prin blocarea traiectului nervos) în stomatologie sau în timpul procedurilor chirurgicale minore.[10][11][12]

## Reacții adverse
Poate induce reacții alergice.